# Движение суверенных граждан
Движение «сувере́нных граждан» (англ. Sovereign citizen movement) — неформальное общественное движение, существующее в США. Аналогичные движения, использующие также название «Свободные люди земли», существуют в Канаде, Великобритании и Австралии. Движение «суверенных граждан» связано с расистскими идеями о превосходстве белых, антисемитской идеей о «сионистском оккупационном правительстве» и рассматривается ФБР как представляющее террористическую угрозу. По оценкам, в 2010 году число членов движения в США составляло около 100 000 человек и было ещё около 200 000 сочувствующих им.
Участники движения считают, что, несмотря на то, что они физически живут в США, они являются «суверенными» от государства. Они не признают никаких правительственных полномочий, включая полномочия судов, налоговых органов, органов регистрации автомобилей, правоохранительных органов. Они также не признают доллар США, что используется в качестве оправдания для занятия фальшивомонетничеством. Участники движения используют самодельные «паспорта», автомобильные «номерные знаки» и «водительские удостоверения». Многие члены движения считают, что принятая в 1868 году Четырнадцатая поправка к Конституции США о равенстве всех перед законом, предоставившая гражданские права чернокожим, увела нацию от её первоначальных корней ограничения прав государства в сторону «федеральной корпорации», которая юридически поработила всех. Именно эта поправка, с их точки зрения, сделала незаконным федеральное правительство.
Несмотря на то, что изначально «движение суверенных граждан» было связано с идеями о превосходстве белых, в нём участвуют и некоторые афроамериканцы, которые в таком случае ориентируются на идеи так называемого «Мавританского научного храма Америки»
Один из идеологов движения, Роджер Элвик, выдвинул концепцию «выкупа». Она заключается в том, что когда США отказались от золотого стандарта во время Великой депрессии, то у каждого ребёнка, родившегося в США, появился счет в казначействе США, «оцениваемый от $ 630 тыс. до более чем $ 3 млн» как залог против суверенных долгов государства. Сторонники этой концепции утверждают, что граждане США имеют право получить эти деньги, но правительство препятствует этому.
Идеи, лежащие в основе движения, связывают с деятельностью организации Posse Comitatus, возникшей в конце 1960-х годов. В 1996 году движение отметилось противостоянием с ФБР одной из своих групп, известной как «Свободные люди Монтаны». По оценке ФБР, «суверены действуют как люди без установленного руководства и объединялись только в слабо связанные группы для обучения, помощи друг другу в оформлении документов, или общения и обсуждения идеологии». Лидеры движения известны по выступлениям в Интернете, в печатных изданиях, на семинарах-практикумах.
Участники движения широко практикуют так называемый «бумажный терроризм», то есть подачу заведомо необоснованных исков в суды против противников движения и государственных служащих. Они также занимаются уклонением от уплаты налогов. Так, например, в ноябре 2011 года члены движения супруги Монти и Патрисия Эрвин были осуждены в федеральном суде за уклонение от уплаты налогов и за «обман США».
В декабре 2011 года в Селигмане (Аризона) после десятичасового вооружённого сопротивления агентам ФБР и другим сотрудникам правоохранительных органов был арестован в своем доме Шон Талбот Райс, который был назван «лидером антиправительственного движения суверенных граждан». Он был осуждён по обвинениям в сговоре с целью отмывания денег, тринадцати обвинениям в отмывании денег и четырём обвинениям в том, что он не явился в суд.
27 августа 2012 года Лонни Г. Вернон и Карен Вернон, супружеская пара с Аляски, признали себя виновными по обвинению в сговоре с целью совершения убийства окружного судьи США Ральфа Бейстлайна, который председательствовал по делу об уклонении от уплаты налогов, основанном на теориях «суверенных граждан», в результате чего был конфискован дом Вернонов. Они также признались, что планировали убить дочь и внуков судьи, а также сотрудника налоговой службы.
Некоторые участники движения переходят к настоящему терроризму. Так, осуждённый за причастность к взрыву в Оклахома-Сити в 1995 году Терри Николс заявлял о том, что был участником «движения суверенных граждан». В мае 2010 года двое участников движения, отец и сын Кейны, убили двух полицейских в городе Уэст-Мемфис (Арканзас). 20 июня 2012 года участник движения Ансон Чи был арестован за попытку взорвать газопровод в жилом районе города Плейно (Техас). В августе 2012 года двое помощников шерифа были убиты и двое других были тяжело ранены после того, как они попали в засаду возле ЛаПласа (Луизиана). Власти арестовали семь подозреваемых в этом преступлении, двое из которых были идентифицированы правоохранительными органами как члены группы «суверенных граждан». В июне 2014 года Деннис Маркс, который позже был идентифицирован как участник «движения суверенных граждан», открыл огонь по зданию суда в округе Форсайт (Джорджия), ранив одного полицейского, и был убит. В 2011 году он был арестован по обвинению в хранении марихуаны и оружия и затем подал в суд на департамент шерифа, жалуясь на нарушения гражданских прав и применение чрезмерной силы и используя при этом псевдоюридический язык, характерный для «суверенных граждан». В августе 2013 года Дэвид Аллен Брутше и Девон Кэмпбелл Ньюман были арестованы за сговор с целью похищения, пыток и убийства сотрудников полиции Лас-Вегаса, чтобы привлечь внимание к «движению суверенных граждан». В июне 2016 года другой приверженец движения, Гэвин Лонг, убил трёх полицейских и ранил трёх других в городе Батон-Руж (Луизиана). В апреле 2018 года Трэвис Рейнкин, который имел в прошлом несколько столкновений с властями и признаки психической нестабильности, убил четырёх человек и ранил ещё четырёх в Нашвилле (Теннеси). В июле 2017 года он был задержан в Вашингтоне у Белого дома, когда он заявил, что как «суверенный гражданин», имеющий право проверить основания законности действий президента США, желает поговорить с президентом.